# Rhodi(II) acetat
Rhođi(II) acetat là hợp chất hóa học hữu cơ với công thức Rh(C2H3O2)2, viết tắt: Rh(AcO)2, trong đó AcO− là ion acetat (C2H3O2−). Nó là loại bột màu xanh lá cây đậm hòa tan một chút trong dung môi phân cực, kể cả nước. Nó được sử dụng làm chất xúc tác cho cyclopropan hóa của anken. Hợp chất này thường tồn tại dưới trạng thái đime, Rh2(C2H3O2)4.

## Điều chế
Rhođi(II) acetat thường được điều chế bằng cách nung rhođi(III) chloride ngậm nước trong axit acetic (CH3COOH). Rhođi(II) acetat đime có thể cho đi phối tử, sự thay thế của nhóm acetat bằng cacboxylat khác và các nhóm liên quan.
Rh2(OAc)4 + 4HO2CR → Rh2(O2CR)4 + 4HOAc

## Cấu trúc và tính chất
Cấu trúc của rhođi(II) acetat có một cặp các nguyên tử rhođi, mỗi loại hình thành hình học phân tử bát diện, được xác định bởi bốn nguyên tử oxy acetat, nước, và một liên kết Rh–Rh dài 2,39 Å. Chất dẫn nước có thể trao đổi, và một loạt các base Lewis khác liên kết với các vị trí trục. Đồng(II) axetat và crom(II) axetat có các cấu trúc tương tự.

## Tính chất hoá học
Về cơ bản, rhođi(II) acetat có đầy đủ tính chất hóa học của muối. Việc sử dụng rhođi(II) acetat vào tổng hợp hữu cơ được Teyssie và các chất tương tự. Một loạt các phản ứng bao gồm chèn vào các liên kết O–H và N–H và cyclopropan hóa của olefin và các chất thơm.. Nó chọn lọc liên kết ribonucleosit (với deoxynucleosit) bằng cách liên kết có chọn lọc với ribonucleosit ở nhóm 2 'và 3' -OH. Rhođi(II) acetat đime, so với đồng(II) acetat, có tính phản ứng và hữu ích hơn trong việc phân biệt ribonucleosit và deoxynucleosit bởi vì nó hòa tan trong dung dịch nước, trong khi đó đồng(II) acetat hòa tan trong dung dịch không chứa nước.

### Phản ứng xúc tác chọn lọc
1. Cyclopropan hóa
2. Thêm cyclo thơm
3. Chèn C–H
4. Oxy hóa alcohol
5. Chèn X–H (X = N, S, O)